# Luis Fernando Garrido
Luis Fernando Garrido (Juticalpa, Olancho, Honduras, 5 de noviembre de 1990) es un futbolista hondureño, juega como mediocentro y su actual equipo es el Juticalpa Fútbol Club de la Liga Nacional de Honduras.

## Trayectoria

### Olimpia
Su debut profesional se produjo el 10 de febrero de 2008 en el Estadio Nacional durante la goleada de los «albos» por 5 a 0 sobre el Hispano, en un juego válido por la sexta fecha del Torneo Clausura 2008, en el que ingresó en sustitución de Danilo «Dani» Turcios al minuto 46. El director técnico que le brindó la oportunidad de debutar fue el mexicano Juan de Dios Castillo.

### Deportes Savio
Para el Clausura 2011 fue enviado a préstamo al Deportes Savio por seis meses y sin opción de compra. Debutó el 16 de enero de 2011, en la victoria de 2 a 1 sobre el Marathón, partido en el cual los goles de los «totoposteros» fueron obra del brasileño Ney Costa. En su paso por el cuadro santarrosense, Garrido disputó 13 juegos y no anotó goles.

### Vuelta a Olimpia
De cara al Torneo Apertura 2011, y con la aprobación del entrenador Danilo Javier Tosello, retornó a la disciplina del Olimpia. En su segunda etapa por el cuadro «blanco» explotó su mejor fútbol, disputó 36 juegos de la temporada 2011-12 y 11 de la 2012-13, y consiguió tres títulos de la Liga Nacional de Honduras. Además, el 27 de septiembre de 2012, debutó en la Concacaf Liga Campeones durante la derrota de 1 a 2 contra el FAS en el Estadio Cuscatlán.

### Estrella Roja de Belgrado
El 25 de enero de 2013 se anunció su cesión de seis meses al Estrella Roja de Belgrado de la Superliga de Serbia (la cual incluyó una opción de compra por € 1.500.000). Siete días después, el 1 de febrero de 2013, fue presentado como refuerzo del club serbio para lo que restaba de la temporada 2012-13. Debutó el 27 de febrero de 2013 durante la victoria de 2 a 1 sobre el Javor Ivanjica, ingresó de titular y jugó todo el partido. Finalizado el préstamo, y tras haber disputado 10 juegos, el club no efectuó la compra de Garrido.

### Segunda vuelta a Olimpia
En su tercera etapa con Olimpia, Garrido disputó 25 juegos y no anotó goles.

### Houston Dynamo
El 25 de julio de 2014 fue cedido al Houston Dynamo de la Major League Soccer por un año y medio. Realizó su debut el 4 de octubre de 2014, contra New York Red Bulls en el Red Bull Arena, en un encuentro que el cuadro «neoyorquino» ganó por el mínimo resultado (1 a 0). En su paso por el club estadounidense, Garrido jugó 41 partidos y no realizó ninguna anotación.

### Tercera vuelta a Olimpia
Tras varios meses de inactividad futbolística, producto de una grave lesión, el 29 de julio de 2016 retornó al Olimpia por tercera vez en su carrera. Jugó 52 partidos en esa nueva etapa y consiguió el título de la Liga Concacaf 2017.

### Alajuelense y Córdoba
El 6 de diciembre de 2017 se confirmó su fichaje por Liga Deportiva Alajuelense y, entre polémica, luego pasó en enero de 2020 al Córdoba Club de Fútbol a cambio de 165.000 euros.

### Marathón
El 14 de septiembre de 2020 fue fichado por el Club Deportivo Marathón, como petición expresa del DT Héctor Vargas, quien ya lo había dirigido en Olimpia.

## Selección nacional

### Selecciones menores
En 2007 formó parte del proceso sub-17 que dirigía Miguel Ángel Escalante. Jugó un partido en el Campeonato Sub-17 de la Concacaf de 2007 donde Honduras consiguió la clasificación a la Copa Mundial de Fútbol Sub-17 de 2007. Después de este torneo jugó dos amistosos ante la Selección de fútbol sub-17 de Estados Unidos, ambos previo a la Copa Mundial.
En julio de 2007 fue incluido en la lista de 21 jugadores que representaron a Honduras en la Copa Mundial de Fútbol Sub-17 de 2007 que se realizó en Corea del Sur La selección sub-17 era dirigida por Miguel Ángel Escalante. El 19 de agosto de 2007, disputó el primer juego del grupo contra España. Este partido finalizó con un marcador de 4-2 a favor de España. El 22 de agosto de 2007, disputó el segundo juego ante Argentina, este finalizó con una goleada 4-1 a favor de Argentina. El 25 de agosto de 2007, disputó el tercer y último juego ante Siria, el cual finalizó con marcador de 2-0 a favor de Siria.
Entre los años 2008 y 2009 formó parte de la Selección de fútbol sub-20 de Honduras que dirigía Emilio Umanzor.
En el año 2012, disputó el Preolímpico de Concacaf de 2012 con la selección sub-23 dirigida por el colombiano Luis Fernando Suárez. En este torneo, Honduras quedó subcampeón, por detrás de México y con eso lograron clasificar a los Juegos Olímpicos de Londres 2012. Disputó 4 partidos en este torneo.
En junio de 2012 fue incluido en la lista de 18 jugadores que representaron a Honduras en el Torneo masculino de fútbol en los Juegos Olímpicos de Londres 2012, como uno de los 15 jugadores menores de 23 años por Luis Fernando Suárez. El 29 de julio, jugó el segundo partido ante España, el cual finalizó con una victoria 1-0 a favor de Honduras con un gol de Jerry Bengtson. Ya con una selección casi clasificada a los cuartos de final, Honduras jugó ante Japón, en este juego, Garrido también fue titular y tuvo una destacada actuación; el partido finalizó con un empate 0-0 y eso le bastó a Honduras para clasificarse a los cuartos de final donde enfrentarían a Brasil. En los cuartos de final, Honduras se enfrentó a una Brasil llena de estrellas como Neymar, Oscar dos Santos Emboaba Júnior, Marcelo Vieira, Alexandre Pato, Hulk, entre otros. Fue 4 de agosto de 2012, cuando Honduras se enfrentó a Brasil, y Luis Garrido inició como titular. El juego finalizó 3-2 a favor de Brasil y con mucha polémica.
Participaciones en Copas del Mundo
| Copa Mundial                          | Sede          | Resultado      | PJ | Goles |
| ------------------------------------- | ------------- | -------------- | -- | ----- |
| Copa Mundial de Fútbol Sub-17 de 2007 | Corea del Sur | Fase de grupos | 3  | 0     |

Participaciones en Juegos Olímpicos
| Juegos Olímpicos                 | Sede        | Resultado        | PJ | Goles |
| -------------------------------- | ----------- | ---------------- | -- | ----- |
| Juegos Olímpicos de Londres 2012 | Reino Unido | Cuartos de final | 3  | 0     |

### Selección absoluta
Ha sido internacional con la Selección de fútbol de Honduras en 39 ocasiones y no ha anotado goles. En septiembre de 2012 recibió su primera convocatoria por parte del colombiano Luis Fernando Suárez para disputar dos juegos de Eliminatorias para la Copa Mundial 2014; uno ante Panamá y otro ante Canadá el 12 y 16 de octubre, respectivamente. Su debut oficial con la Selección de fútbol de Honduras se dio el 12 de octubre en un juego en contra de Panamá en el Estadio Rommel Fernández de la ciudad de Panamá, el cual terminó con un empate 0-0.
El 5 de mayo de 2014 se anunció que Garrido había sido convocado entre los 23 jugadores que disputarán la Copa Mundial de Fútbol de 2014 en Brasil con Honduras.
El martes 17 de noviembre de 2015, Garrido sufrió una terrible lesión en un juego clasificatorio para el Mundial de Rusia 2018 ante México, cuando Javier Aquino, al recibir un desplazamiento por la espalda de Wilmer Crisanto, cae sobre la rodilla de Garrido doblándola de manera antinatural, provocando fractura y rotura de los cuatro ligamentos de la rodilla (cruzado anterior, cruzado posterior, lateral interno y lateral externo).
Participaciones en Copas del Mundo
| Copa Mundial                   | Sede   | Resultado    | PJ | Goles |
| ------------------------------ | ------ | ------------ | -- | ----- |
| Copa Mundial de Fútbol de 2014 | Brasil | Primera fase | 2  | 0     |

Participaciones en Eliminatorias Mundialistas
| Eliminatorias                              | Resultado         | Partidos | Goles |
| ------------------------------------------ | ----------------- | -------- | ----- |
| Clasificación para la Copa Mundial de 2014 | 3° (clasificó)    | 11       | 0     |
| Clasificación para la Copa Mundial de 2018 | 4° (no clasificó) | 2        | 0     |

Participaciones en Copa de Oro
| Copa de Oro      | Sede                    | Resultado    | PJ | Goles |
| ---------------- | ----------------------- | ------------ | -- | ----- |
| Copa de Oro 2015 | Estados Unidos · Canadá | Primera fase | 0  | 0     |

Participaciones en Copa Centroamericana
| Copa Centroamericana      | Sede       | Resultado  | PJ | Goles |
| ------------------------- | ---------- | ---------- | -- | ----- |
| Copa Centroamericana 2013 | Costa Rica | Subcampeón | 4  | 0     |
| Copa Centroamericana 2017 | Panamá     | Campeón    | 3  | 0     |

## Clubes
| Club                               | País                | Año         | Partidos | Goles |
| ---------------------------------- | ------------------- | ----------- | -------- | ----- |
| Olimpia                            | Honduras            | 2008 - 2010 | 13       | 2     |
| Deportes Savio (cedido)            | Honduras            | 2011        | 13       | 4     |
| Olimpia                            | Honduras            | 2011 - 2012 | 49       | 10    |
| Estrella Roja de Belgrado (cedido) | Serbia              | 2013        | 10       | 1     |
| Olimpia                            | Honduras            | 2013 - 2014 | 25       | 6     |
| Houston Dynamo (cedido)            | Estados Unidos      | 2014 - 2015 | 41       | 9     |
| Olimpia                            | Honduras            | 2016 - 2017 | 52       | 10    |
| Alajuelense                        | Costa Rica          | 2018 - 2019 | 73       | 4     |
| Córdoba                            | España              | 2020        | 1        | 0     |
| Marathón                           | Honduras            | 2020 - 2022 | 65       | 1     |
| Real España                        | Honduras            | 2022        | 13       | 0     |
| Honduras Progreso                  | Honduras            | 2023        | 16       | 0     |
| Victoria                           | Honduras            | 2023 - 2024 | 7        | 0     |
| Municipal Pérez Zeledón            | Costa Rica          | 2024        | 1        | 0     |
| Juticalpa Fútbol Club              | Honduras            | 2025 - Act. | 9        |       |
| Total en su carrera                | Total en su carrera | 2008 - Act. | 379      | 47    |

## Palmarés

### Campeonatos nacionales
| Título          | Club    | País     | Año  |
| --------------- | ------- | -------- | ---- |
| Torneo Clausura | Olimpia | Honduras | 2008 |
| Torneo Clausura | Olimpia | Honduras | 2009 |
| Torneo Clausura | Olimpia | Honduras | 2010 |
| Torneo Apertura | Olimpia | Honduras | 2011 |
| Torneo Clausura | Olimpia | Honduras | 2012 |
| Torneo Apertura | Olimpia | Honduras | 2012 |
| Torneo Clausura | Olimpia | Honduras | 2014 |

### Campeonatos internacionales
| Título               | Club                  | País       | Año  |
| -------------------- | --------------------- | ---------- | ---- |
| Copa Centroamericana | Selección de Honduras | Panamá     | 2017 |
| Liga Concacaf        | Olimpia               | Costa Rica | 2017 |